# Буті
Буті (італ. Buti) — муніципалітет в Італії, у регіоні Тоскана,  провінція Піза.
Буті розташоване на відстані близько 260 км на північний захід від Рима, 55 км на захід від Флоренції, 16 км на схід від Пізи.
Населення — 5827 осіб (2014).

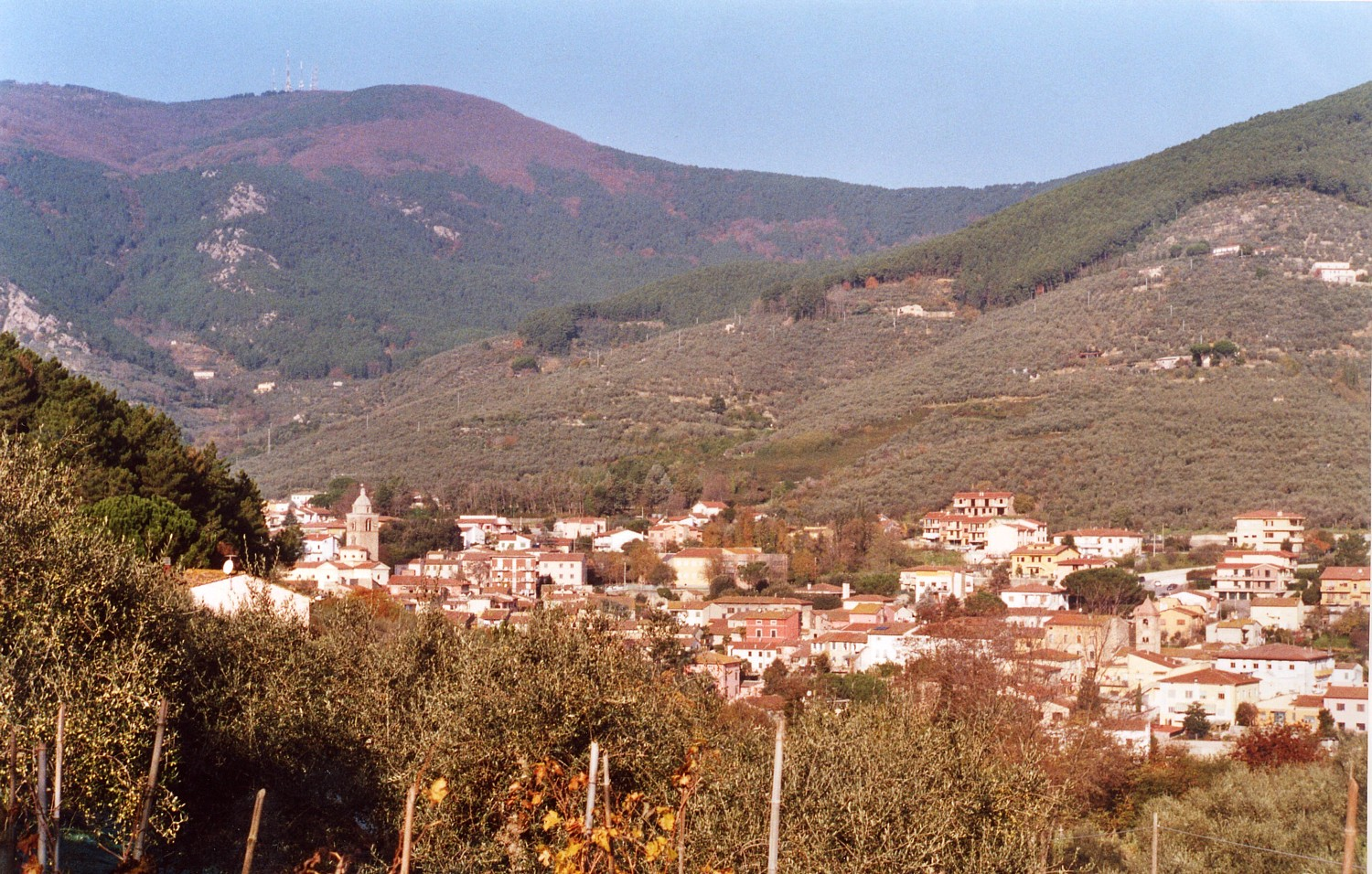

Щорічний фестиваль відбувається 11 вересня. 

## Демографія
Населення за роками:

Станом на 1 січня 2023 року в муніципалітеті офіційно проживали 322 іноземці з 37 країн, серед них 79 громадян країн Євросоюзу та 5 громадян України.

## Сусідні муніципалітети
- Б'єнтіна
- Кальчі
- Капаннорі
- Вікопізано